# Scaphirhynchus albus
Scaphirhynque blanc, Esturgeon blanc
Vous lisez un « article de qualité » labellisé en 2013.
Pour les articles homonymes, voir Esturgeon blanc (homonymie).
Espèce
Synonymes
- Parascaphirhynchus albus Forbes & Richardson, 1905 (protonyme)

Statut de conservation UICN

 EN A4ce : En danger
Statut CITES
Scaphirhynchus albus, communément appelé Scaphirhynque blanc ou Esturgeon blanc, est une espèce menacée d'esturgeon du genre Scaphirhynchus. Elle est endémique du Missouri et du bas Mississippi. Cet esturgeon est très proche de l'Esturgeon scaphirhynque (Scaphirhynchus platorynchus), mais est un peu plus gros, mesurant entre 70 et 150 cm de long pour 39 kg à l'âge adulte. Le Scaphirhynque blanc met 15 ans pour atteindre sa maturité, et peut vivre, même si cela reste exceptionnel, plus d'un siècle. C'est un membre de la famille des Acipenseridae qui est apparu au cours du Crétacé, il y a 70 millions d'années, et qui a très peu changé depuis. Cette espèce est considérée comme une relique de l'ère des dinosaures, et on se réfère parfois à lui comme l'« un des plus horribles poissons d'Amérique du Nord ».
En 1990, l'U.S. Fish and Wildlife Service (USFWS) place le Scaphirhynque blanc sur la liste des espèces menacées, et il était d'ores et déjà classé comme « en danger » sur la liste rouge de l'UICN. En effet, peu de juvéniles ont été observés au cours de la décennie précédente, et les observations de l'espèce se raréfient. C'est la première espèce de poisson du bassin du Mississippi à être classée comme menacée, et la raison de son déclin est vraisemblablement la destruction de son habitat. En effet, les nombreux canaux et barrages que l'on trouve en amont du Mississippi réduisent les dépôts de graviers et les petits bras d'eau à faible débit qui sont ses lieux de ponte favoris. Jusqu'au milieu du XXe siècle, le Scaphirhynque blanc était courant et était très apprécié des pêcheurs. C'est une espèce à la chair goûteuse et dont les œufs peuvent être utilisés comme caviar, bien moins fréquemment toutefois que ceux d'autres espèces d'esturgeons.
Des efforts pour sauvegarder l'espèce ont été entrepris avec des résultats médiocres. Le Scaphirhynque blanc est élevé dans une douzaine d'écloseries et les alevins sont relâchés dans la nature chaque année. Pour mieux comprendre le comportement de ce poisson, les chercheurs ont implanté des transmetteurs GPS à des animaux relâchés pour suivre leurs mouvements et identifier d'éventuels sites de reproduction. Une attention particulière est portée sur ces lieux de ponte et à leur restauration.

## Étymologie
En français, l'espèce est appelée Scaphirhynque blanc, mais aussi Esturgeon blanc, ce qui peut amener à le confondre avec Acipenser transmontanus, également appelé communément « Esturgeon blanc ». Le nom scientifique de ce poisson est dérivé de Scaphirhynchus, un mot grec signifiant « museau en forme de pelle » et albus qui signifie « blanc » en latin.

## Description

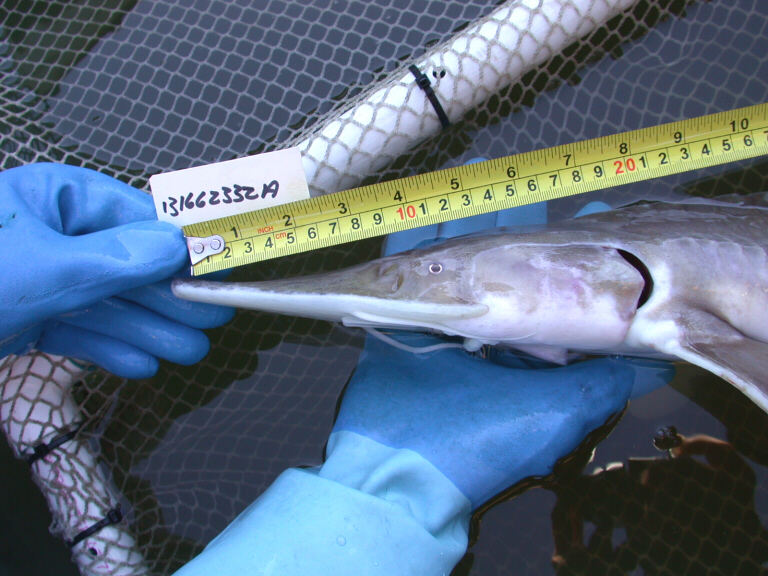
Détail de la tête d'un Scaphirhynque blanc élevé en écloserie.

Le Scaphirhynque blanc est l'un des plus grands poissons d'eau douce d'Amérique du Nord. Il mesure généralement entre 60 et 150 cm de long pour 39 kg,. Cette espèce est très ancienne et est demeurée quasi inchangée durant 70 millions d'années, depuis le Crétacé. Comme les autres Acipenseriformes, il est considéré comme un « fossile vivant ». Le Scaphirhynque blanc a d'ailleurs une apparence caractéristique qui lui vaut les qualificatifs de « primitif » ou « dinosaure ». Il a une coloration pâle, notamment chez les adultes qui palissent avec le temps, avec un dos et des côtés grisâtres. Sa nageoire caudale est hétérocerque, avec un lobe supérieur plus développé que le lobe inférieur.
Comme les autres esturgeons, le Scaphirhynque blanc n'a pas d'écailles ni d'os calcifiés, au contraire des espèces de poissons apparues plus récemment. Il possède un squelette cartilagineux avec cinq rangs d'épaisses plaques qui s'étendent le long de ses flancs, de son ventre, de son dos et de la majeure partie de sa tête. Ces plaques sont recouvertes par la peau et protègent l'animal. Ce cartilage s'étend également à l'arrière du corps de l'animal, entre la nageoire dorsale et la queue.
La bouche commence bien en retrait de l'extrémité de la tête. Comme il est dépourvu de dents, il se sert de cette bouche extensible pour aspirer des petits poissons, des mollusques et d'autres nourritures sur le fond de la rivière. Comme tous les esturgeons, il possède quatre barbillons. On pense qu'ils ont un rôle sensoriel pour détecter la nourriture.

### Espèces similaires

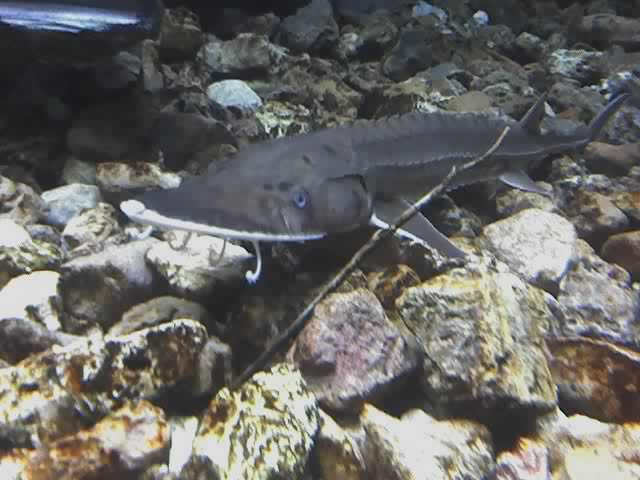
Un Esturgeon scaphirhynque, espèce la plus proche du Scaphirynque blanc.

L'espèce la plus proche du Scaphirhynque blanc avec laquelle on peut le confondre est sans aucun doute l'Esturgeon scaphirhynque. Bien que d'apparence similaire, ce dernier est plus petit et ne pèse généralement pas plus de 5 kg. De plus, la tête du Scaphirhynque blanc est plus longue que celle de l'Esturgeon scaphirhynque. Ce dernier est plus coloré que le Scaphirhynque blanc, mais il n'est pas aisé de distinguer les jeunes uniquement par leur couleur car le Scaphirhynque blanc nait coloré et pâlit avec le temps. Chez le Scaphirhynque blanc, les deux barbillons internes sont moins longs de moitié que les barbillons externes, tandis qu'ils sont sensiblement de la même taille chez l'Esturgeon scaphirhynque. Par ailleurs, les barbillons internes sont positionnés devant les barbillons externes chez le Scaphirhynque blanc, tandis qu'ils sont disposés sur une même ligne chez l'Esturgeon scaphirhynque. La longueur et le positionnement des barbillons constituent ainsi un des meilleurs moyens de différencier les deux espèces.

## Écologie et comportement

### Alimentation
Le Scaphirhynque blanc se nourrit au fond de l'eau, fouillant le sable des cours d'eau qu'il occupe. Bien que l'on connaisse relativement peu de choses sur les habitudes alimentaires de l'espèce, on peut dire que c'est un opportuniste. Une étude s'intéressant au contenu digestif d'estomacs de jeunes esturgeons a observé que la diète de ces poissons variait au fil de l'année, privilégiant à certaines périodes les insectes, et s'alimentant à d'autres moments de petits poissons. Les poissons tiennent une part plus importante dans son alimentation que pour l'Esturgeon scaphirhynque. Il a notamment été montré que le Scaphirhynque blanc consommait beaucoup plus de petits poissons comme les cyprinidés que l'autre espèce d'esturgeon commune dans la région. Des observations de contenu stomacal dans la partie nord de la rivière Missouri ont évalué la part de poisson dans son alimentation à 82 %, les insectes tels que les moustiques, les éphéméroptères et les trichoptères et quelques déchets de plantes complétant le repas.

### Reproduction et cycle de vie

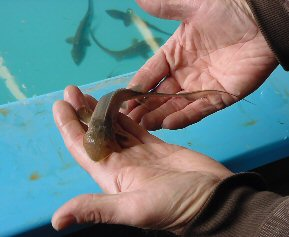
Alevins immatures de Scaphirhynque blanc élevées dans une écloserie.

Le Scaphirhynque blanc a une très longue espérance de vie, supérieure à 50 ans, certains spécimens pouvant vivre plus de 100 ans,,. L'absence d'os et d'écailles rend plus difficile l'estimation de l'âge des animaux et il est donc peu évident de savoir exactement combien de temps ils peuvent vivre. Comme c'est le cas pour diverses espèces à longue espérance de vie, les Scaphirhynques blancs sont matures relativement tard. Ainsi, les mâles atteignent la maturité sexuelle entre 5 et 7 ans, tandis que les femelles ne sont capables de se reproduire qu'à partir de l'âge de 15 ans. Une étude portant sur 9 femelles a indiqué que leurs œufs commencent à se développer entre 9 et 12 ans mais qu'il faut attendre 15 ans pour qu'elles soient vraiment à maturité. Une femelle ne se reproduit pas chaque année, et il s'écoule un intervalle moyen de 3 ans entre chaque ponte, certaines études évoquant même un intervalle de 10 ans,. La ponte se déroule généralement entre les mois de mai et juillet.
Avant que des barrages ne soient érigés sur le Missouri, le Scaphirhynque blanc migrait en amont de la rivière pour se reproduire, parcourant plusieurs centaines de kilomètres, et recherchait une zone au fond rocailleux ou dur pour pondre des centaines de milliers d'œufs. Une femelle Scaphirhynque blanc prise dans le Missouri portait environ 170 000 œufs, soit l'équivalent de 11 % de son poids total. Les œufs sont ensuite fertilisés, et éclosent au bout de 5 à 8 jours, après quoi l'alevin est emmené par le courant et dérive durant plusieurs semaines. Lorsqu'il a développé sa queue, il se dirige vers des eaux plus calmes et se développe doucement durant une douzaine d'années . Le taux de survie des alevins avant qu'ils n'atteignent la maturité est extrêmement bas et parmi les centaines de milliers d'œufs pondus, seuls une petite poignée d'alevins parviennent à l'âge adulte.
Pendant plusieurs décennies on n'a observé aucune reproduction du Scaphirhynque blanc dans son milieu naturel, tous les animaux capturés étant assez âgés. Toutefois, à la fin des années 1990, des Scaphirhynques blancs juvéniles ont été découverts dans le Missouri. Ce fut la première observation des preuves d'une ponte du Scaphirhynque blanc dans son milieu naturel depuis 50 ans. En 2007, deux femelles esturgeons ont également été observées ayant pondu dans la région du Missouri National Recreational River, située en aval du barrage de Gavins Point sur le Missouri.

## Répartition et habitat

### Répartition géographique

Aire de répartition du Scaphirhynque blanc.

L'aire de répartition historique du Scaphirhynque blanc comprend l'intégralité du Missouri et du Mississippi, et s'étend donc sur les états de l'Arkansas, de l'Illinois, de l'Iowa, du Kansas, du Kentucky, de la Louisiane, du Mississippi, du Missouri, du Montana, du Nebraska, du Dakota du Nord, du Dakota du Sud et du Tennessee. Cependant, l'espèce est rare à la source du Mississippi, car il n'y a probablement pas d'habitats appropriés. Aujourd'hui cet esturgeon est très fortement menacé d'extinction dans l'intégralité de son aire de répartition. La population a très fortement décru en termes d'effectifs depuis le milieu du XXe siècle, et on retrouve des animaux âgés dans le Missouri et dans le Mississippi du Montana à la Louisiane, ainsi que dans l'Atchafalaya en Louisiane, mais très peu de juvéniles. Cette espèce n'a jamais été courante et quand elle fut identifiée en 1905 elle ne représentait qu'un cinquième de la population globale d'esturgeons du Missouri, et un cinq centième de la population d'esturgeons de la rivière Illinois, affluent du Mississippi. Entre 1985 et 2000, la proportion de Scaphirhynques blancs parmi les autres esturgeons a nettement décliné pour passer de 1 sur 400 à 1 sur 650. Une étude de 1996 a conclu qu'il ne demeurait plus qu'entre 6 000 et 21 000 Scaphirhynques blancs dans leur milieu naturel.
Six régions ont été étudiées par le United States Fish and Wildlife Service entre 1990, date à laquelle l'espèce a été déclarée menacée, et 2006, afin d'estimer la population du Scaphirhynque blanc et trouver des solutions pour sauvegarder l'espèce. Parmi ces zones étudiées, celle située le plus au nord, nommée RPMA 1, est localisée entre la rivière Marias dans le Montana et le lac de Fort Peck, et on y a recensé seulement 45 individus sauvages (non-introduits). De plus, aucun juvénile n'a été observé et la population décline. RPMA 2, située entre le barrage de Fort Peck et le lac Sakakawea et comprenant la rivière Yellowstone jusqu'à sa confluence avec la Tongue, dans le Montana, présente seulement 136 spécimens. À RPMA 3, qui s'étend de la source de la Niobrara au lac de Lewis et Clark, le long du Missouri, aucun esturgeon d'origine sauvage n'a été observé, tous les individus collectés étant issus d'écloserie. Ces derniers semblent toutefois s'être très bien adaptés à la rivière. Cent individus sauvages ont été recensés à RPMA 4 qui s'étend du barrage de Gavins à la confluence entre le Missouri et le Mississippi, en incluant la Platte. Il semblerait que les esturgeons se reproduisent dans cette zone. RPMA 5, entre le point de confluence du Missouri et du Mississippi et le Golfe du Mexique, abrite plusieurs centaines de spécimens, et semble également être un lieu privilégié pour la reproduction, puisque quelques jeunes spécimens non issus d'écloserie ont été observés. Le bassin de l'Atchafalaya, répertorié sous le nom de RPMA 6, présente des similitudes avec les deux zones précédents, avec un nombre encore plus important d'animaux, environ 500 en tout.

### Habitat
Le Scaphirhynque blanc préfère les rivières au débit modéré à lent, et la plupart des individus capturés proviennent de ruisseaux et rivières dont la vitesse moyenne varie entre 0,10 et 0,88 m/s. Il affectionne une eau avec une certaine turbidité et des profondeurs de 0,91 à 7,6 m. On rencontre plus particulièrement l'espèce dans les cours d'eau avec un fond sableux, mais elle peut aussi se contenter d'un fond plus rocheux. On pense que le Scaphirhynque blanc préfère les eaux boueuses et plus chaudes qui étaient plus fréquentes avant la construction des barrages sur le Missouri.
Au cours d'une étude menée dans le Montana et le Dakota du Nord sur le Scaphirhynque blanc et l'Esturgeon scaphirhynque, des individus de ces deux espèces furent équipés d'émetteurs radios afin que l'on suive leurs déplacements. Le Scaphirhynque blanc se révéla alors préférer les rivières larges, avec des bancs de sable importants et des petites îles, dans des eaux allant entre 0,61 et 14 m. Cette étude montra également que le Scaphirhynque blanc fait 21 km par jour à une vitesse pouvant atteindre 9,2 km/h.

## Taxonomie
Les taxonomistes Stephen Alfred Forbes et Robert Earl Richardson ont classifié le Scaphirhynque blanc en 1905, le plaçant dans un genre nommé Parascaphirhynchus dans la famille des Acipenseridae, qui inclut tous les esturgeons à travers le monde. Depuis l'espèce a rejoint le genre Scaphirhynchus, et les espèces les plus proches du Scaphirhynque blanc sont l'Esturgeon scaphirhynque (Scaphirhynchus platorynchus), qui est encore très commun, et le Scaphirhynque de l'Alabama (Scaphirhynchus suttkusi), qui pourrait bientôt disparaître. Ces trois espèces appartiennent à la sous-famille des Scaphirhynchinae qui comprend seulement un autre genre, celui des Pseudoscaphirhynchus, représenté par trois autres espèces de poissons d'Asie du centre-ouest.

### Analyses ADN
Afin de mieux préserver le Scaphirhynque blanc, des études ont été menées sur son ADN et celui des espèces qui lui sont fortement apparentées. Elles ont permis de différencier plusieurs populations de Scaphirhynque blanc, et d'identifier ce qui le différencie de l'Esturgeon scaphirhynque. En effet, les premières études des ADN de ces animaux avaient conclu que le Scaphirhynque blanc et l'Esturgeon scaphirhynque appartenaient à une seule et même espèce. Toutefois en 2000, une comparaison des séquences ADN des trois espèces du genre Scaphirhynchus (S. albus, S. platorynchus et S. suttkusi) a montré qu'elles étaient bien distinctes. Entre 2001 et 2006, plusieurs études ont examiné deux populations de Scaphirhynques blancs dans la région des Grandes Plaines, sur le Missouri, et les ont comparées aux populations du Mississippi, en aval. Ces études ADN ont révélé que la population d'esturgeons située le plus au nord était génétiquement distincte et ne se reproduisait pas avec celle plus au sud de l'Atchafalaya en Louisiane. Ces différences entre populations restent moins importantes que la différence entre ces populations et l'Esturgeon scaphirhynque,.
Tous ces séquençages ADN avaient également pour but de déterminer la fréquence des hybridations entre le Scaphirhynque blanc et Scaphirhynchus platorynchus. Celles-ci étaient plus fréquentes dans le Sud que dans les sections centrales du Missouri, tandis que les populations les plus au nord ne s'hybrident presque jamais. Les hybrides sont plus courants dans l'Atchafalaya en Louisiane et le séquençage ADN de ces hybrides montre une différence génétique avec le Scaphirhynque blanc, mais en s'appuyant sur les marqueurs utilisés habituellement, on ne peut pas les différencier génétiquement de Scaphirhynchus platorynchus. Cette possibilité d'hybridation entre ces deux espèces a conduit certains scientifiques à déclarer qu'il n'était pas possible suivant les textes de l'Endangered Species Act de protéger une espèce qui ne peut pas être isolée génétiquement d'une autre. On ne sait pas si les hybrides peuvent se reproduire, par contre il semblerait qu'ils soient issus d’œufs de femelle Scaphirhynque blanc fertilisés par un mâle Scaphirhynchus platorynchus.

## Sauvegarde

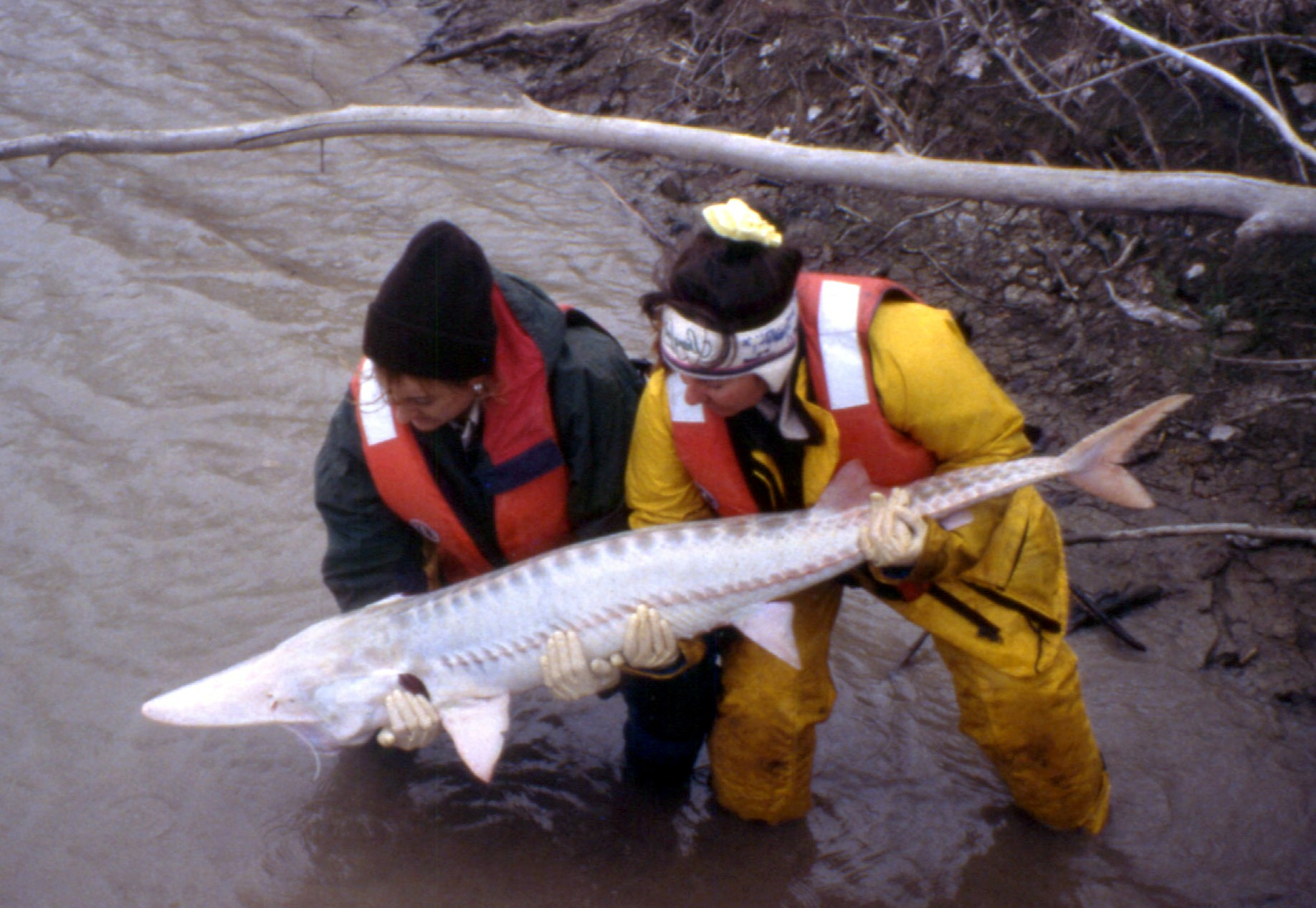
Des employés de l'U.S. Fish and Wildlife Service relâchant un Scaphirhynque blanc dans la Yellowstone.

Bien qu'il ne fut peut-être jamais très répandu, les effectifs de Scaphirhynque blanc déclinent très rapidement à la fin du XXe siècle, et l'espèce est listée parmi les espèces menacées d'extinction le 6 septembre 1990,. Par ailleurs, il est classé comme « en danger » sur la liste rouge de l'UICN. Le gouvernement américain et la plupart des États concernés ont alors engagé des efforts pour préserver cet animal. La reproduction de cette espèce dans la nature étant très rare, voire inexistante, l'intervention de l'homme est nécessaire pour en assurer la survie,. Le Scaphirhynque blanc a longtemps constitué un trophée de pêche apprécié, jusqu'à ce que ses effectifs déclinent fortement et que l'espèce soit placée sur la liste des espèces menacées. Tout Scaphirhynque blanc attrapé par un pêcheur doit être relâché. La chair de ce poisson était réputée pour son goût et les œufs des femelles étaient consommés en caviar.
Dans les Grandes Plaines du Dakota du Sud et du Nord, du Nebraska et du Montana, le tracé et les caractéristiques environnementales du Missouri ont été fortement transformés par l'homme. Les canaux et barrages bloquent la remontée des poissons dans la rivière. Le débit réduit de l'eau favorise la sédimentation et empêche l'inondation saisonnière des plaines comme autrefois. Depuis la construction du barrage de Fort Peck dans le Montana en 1937, le Missouri a perdu 90 % de ses herbiers et bancs de sable, des écosystèmes dont dépend le Scaphirhynque blanc. Le fleuve a été modifié sur plus de 2 000 km et seule la partie en amont du barrage de Fort Peck est restée indemne. Ces altérations de la rivière ont eu une influence sur de nombreuses espèces de poissons. Dans les 13 États où l'on rencontre le Scaphirhynque blanc, seulement une poignée d'autres poissons sont considérés comme menacés. Bien que d'importants efforts aient été faits pour assurer la survie de cette espèce, sa rareté actuelle ne permettra pas au gouvernement américain de lever la protection avant des dizaines d'années.

### Efforts pour sauver l'espèce de l'extinction
Les deux populations de Scaphirhynque blanc qui vivent respectivement dans le Missouri et dans la rivière Yellowstone (dans le Montana), sont toutes les deux menacées d'extinction, et les projections actuelles prévoient la disparition de l'espèce dans le Montana d'ici 2018. En 1996 de nombreux poissons ont été relâchés dans la nature, mais les femelles atteignent la maturité sexuelle à l'âge de 15 ans et l'impact des mesures prises dans le Montana n'est pas mesurable tout de suite. Le Bureau of Reclamation opère des lâchers d'eau à partir du barrage de Tiber tous les quatre à cinq ans pour essayer de créer artificiellement une inondation des plaines en aval et reconstituer un milieu propice à l'esturgeon, entre autres espèces de poissons.

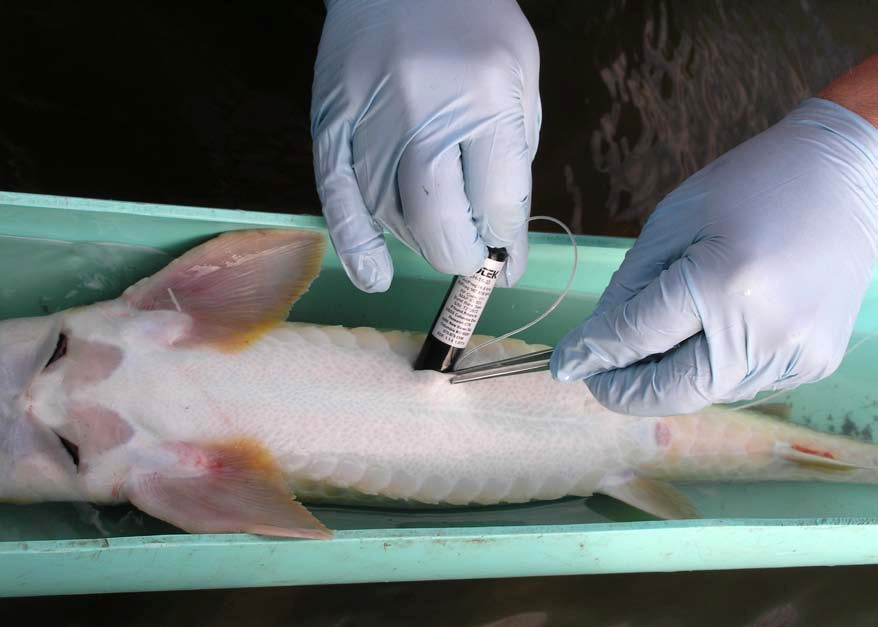
Implant chirurgical d'un émetteur radio dans un esturgeon adulte.

Dans le Nebraska, un petit nombre de Scaphirhynques blancs ont été capturés le long de la rivière Platte. À la différence de la plupart des rivières du bassin du Missouri et du Mississippi, la rivière Platte a peu de barrages et ils sont situés loin de sa confluence avec le Missouri. La Platte est par ailleurs une rivière aux eaux peu profondes et aux nombreux bancs de sable et petites îles. Bien que cet esturgeon préfère les eaux plus vives et plus profondes, plus d'une douzaine d'individus, dont certains issus d'écloserie, ont été capturés dans cette rivière entre 1979 et 2003. Certains de ces esturgeons ont été équipés d'un émetteur radio permettant de les suivre dans leurs déplacements. On a pu observer qu'ils arrivent dans la rivière Platte dès que les conditions de turbidité et le niveau d'eau leur conviennent. La période favorable semble être le printemps et les premiers mois d'été, et c'est à cette période que la plupart des prises ont été enregistrées. Quand vient le milieu de l'été, le niveau de l'eau descend et les esturgeons quittent la petite rivière pour retourner dans le Missouri.
On trouve dans la Platte, dans les 48 km qui séparent l'Elkhorn de la confluence de la rivière avec le Missouri, des zones convenant à la ponte, mais aucune n'a été avérée dans ce secteur. Tout comme la Yellowstone, la Platte a été identifiée comme l'une des rivières les mieux adaptées à la reproduction de l'esturgeon dans son milieu. Afin d'aider à restaurer son habitat, deux relargages d'eau ont été organisés en mars et mai 2009 à partir du barrage de Gavins Point, situé à la frontière entre le Nebraska et le Dakota du Sud. La quantité d'eau lâchée était gérée en fonction du niveau de l'eau en amont et en aval du barrage, afin de recréer les conditions de débit de la rivière d'autrefois qui favorise la ponte tout en évitant l'inondation.
Dans le Missouri, des alevins de Scaphirhynque blanc ont été collectés en 1998 dans la section Lisbon Bottoms du Big Muddy National Fish and Wildlife Refuge. Ces alevins non issus d'écloserie sont les premiers observés dans le fleuve depuis plus de 50 ans. Cette découverte a été réalisée dans un bras parallèle au fleuve, qui présentait les caractéristiques nécessaires à la ponte de l'esturgeon. Les alevins se réfugiaient certainement dans ce bras d'eau pour éviter les courants trop forts du fleuve.
En 2007, l'U.S. Fish and Wildlife Service conclut que les lâchers de poissons nés en écloserie doivent continuer, tout comme la surveillance des populations, pour évaluer l'efficacité des mesures prises. Il est également nécessaire de repérer les lieux les plus adaptés à la reproduction à l'état sauvage, identifier toute maladie ou parasite qui perturberait la reproduction de cet animal et examiner les possibilités de reconstituer l'habitat naturel de cet esturgeon sans toutefois causer des inondations et réserver l'usage de l'eau pour l'irrigation et les loisirs.